# Паллосеура Кемі Кінгс
«Паллосеура Кемі Кінгс» або «ПС Кемі» (фін. PS Kemi) — фінський футбольний клуб з міста Кемі, заснований 1999 року. Виступає у Вейккауслізі. Домашні матчі приймає на стадіоні «Саувосаарен», потужністю 4 500 глядачів.